# حسن منهاج
حسن منهاج (اردو: حسن منہاج، هندی: ह़सन मिन्हाज، انگلیسی: Hasan Minhaj؛ زادهٔ ۲۳ سپتامبر ۱۹۸۵) هنرپیشه، بازیگر تلویزیون، و کمدین اهل ایالات متحده آمریکا است.
از فیلم‌ها یا برنامه‌های تلویزیونی که وی در آن نقش داشته‌است می‌توان به نمایش روزانه اشاره کرد. وی اکنون برنامه خودش را در مجموعه م ح م دارد. وی برنده جایزه پیبادی شده‌است و در آوریل ۲۰۱۹ جزو تایم ۱۰۰ به عنوان صد شخص بانفوذ قرار گرفت.